# لبانة بنت علي
لبانة بنت علي بن المهدي أميرة عباسية، وشاعرة والزوجة الرئيسة للخليفة العباسي الأمين. وهي ابنة علي ابن الخليفة العباسي الثالث أبو عبد الله محمد المهدي.